# Gry Østvik
Gry Østvik, née le 14 août 1963, est une biathlète norvégienne. En 1983, elle remporte le classement général de la première grande compétition de l'histoire du biathlon féminin, la Coupe d'Europe (ancêtre de la Coupe du monde féminine qui verra le jour quatre en plus tard).

## Biographie
Gry Østvik fait partie des pionnières du biathlon féminin, prenant part aux toutes premières compétitions internationales en 1983. Elle obtient son premier succès en Coupe d'Europe sur l'individuel à Lappeenranta, et s'impose au classement général devant sa compatriote Siv Bråten et Aino Kallunki.
Lors de la saison suivante, elle termine troisième de ce classement et ajoute deux victoires à son palmarès, sur l'individuel de Falun et le sprint de Ruhpolding.
Aux Championnats du monde, elle est récompensée seulement en relais avec deux médailles d'argent en 1984 et 1985 avec Siv Bråten et Sanna Grønlid.

## Palmarès

### Championnats du monde
- Championnats du monde 1984 à Chamonix (France) :
  -  Médaille d'argent sur le relais 3 x 5 km.
- Championnats du monde 1985 à Einsiedeln (Suisse) :
  -  Médaille d'argent sur le relais 3 x 5 km.

### Coupe d'Europe
- Vainqueur du classement général en 1983.
- 3 victoires individuelles.

### National
- Championne de Norvège de l'individuel en 1985[2].